# Плавњица
Плавњица (слч. Plavnica) насељено је мјесто са административним статусом сеоске општине (слч. obec) у округу Стара Љубовња, у Прешовском крају, Словачка Република.

## Становништво
| Година:    | 1994. | 2004.   | 2014.   | 2024.   |
| ---------- | ----- | ------- | ------- | ------- |
| Број људи: | 1491  | 1544    | 1631    | 1663    |
| Разлика:   |       | +3,55 % | +5,63 % | +1,96 % |

| Година:    | 2023. | 2024.   |
| ---------- | ----- | ------- |
| Број људи: | 1643  | 1663    |
| Разлика:   |       | +1,21 % |

Према подацима о броју становника из 2024. године насеље је имало 1663 становника.